# Sandra Lutz Hochreutener
Sandra Lutz Hochreutener (* 1956) ist eine eidgenössisch bzw. staatlich anerkannte Schweizer Musik- und Psychotherapeutin. Sie leitet die Studiengänge Klinische Musiktherapie und Musik-Psychotherapie an der Zürcher Hochschule der Künste und besitzt eine Privatpraxis für Musik- und Psychotherapie sowie Supervision.

## Leben
Sandra Lutz Hochreutener erwarb zunächst das Primarlehrer-Patent und studierte anschliessend Musiktherapie an der Hochschule für Musik und darstellende Kunst in Wien. Darauf folgte ein Nachdiplomstudium in Psychopathologie im Kindes- und Jugendalter an der Universität Zürich. Im Jahr 2008 promovierte sie am Institut für Musiktherapie der Hochschule für Musik und Theater Hamburg. Zusätzlich erlangte sie ein Diploma of Advanced Studies in integrativer Beratung, Supervision und Coaching an der Pädagogischen Hochschule der Fachhochschule Nordwestschweiz (kurz PH FHNW).
Zwischen 1986 und 2003 war sie Mitglied der Ausbildungsleitung der Berufsbegleitenden Ausbildung Musiktherapie (kurz bam). Von 2003 bis 2021 wirkte sie als Co-Leiterin und Dozentin des Master of Advanced Studies (MAS) in Klinischer Musiktherapie an der Zürcher Hochschule der Künste (ZHdK) in Kooperation mit der Interkantonalen Hochschule für Heilpädagogik Zürich (HfHP). Darüber hinaus ist sie Musiktherapeutin sowie eidgenössisch anerkannte Psychotherapeutin und Supervisorin mit Berufs- und Sprachorientierung (bso).
Seit 1986 führt sie eine eigene Praxis für Musiktherapie und Supervision, wo sie mit Kindern, Jugendlichen und Erwachsenen arbeitet. Ihre Expertise teilt sie zudem durch Vortrags- und Seminartätigkeit in der Schweiz, Deutschland und Österreich.
Mit Coloma Kallós drehte sie 2019 einen Film über die Schweizer Pionierin der Elementaren Musikpädagogik und Musiktherapie Gerda Bächli.

## Veröffentlichungen
- Spiel – Musik – Therapie. Methoden der Musiktherapie mit Kindern und Jugendlichen. Hogrefe Verlag, Göttingen / Bern / Stockholm (u. a.) 2009, ISBN 978-3-8017-2198-5.
- mit Thomas Stegemann, Hans Ulrich Schmidt (Hrsg.): Literaturkompass Musiktherapie. Eine Reise durch Praxis, Theorie und Forschung mit 101 Büchern. Psychosozial-Verlag, Giessen 2023, ISBN 978-3-8379-3156-3.